# プロポーズ兄弟〜生まれ順別 男が結婚する方法〜
『プロポーズ兄弟〜生まれ順別 男が結婚する方法〜』（プロポーズきょうだい うまれじゅんべつ おとこがけっこんするほうほう）は、フジテレビ系で、2011年2月21日から同月24日までの23時 - 23時45分に、4夜連続で放送された恋愛オムニバスドラマの特別番組。

## 概要
生まれ順で性格が異なる初めっ子・間っ子・末っ子の3兄弟と一人っ子である彼らの従兄弟がそれぞれ女性にプロポーズする姿を描くラブコメディー。
それぞれの結婚披露宴会場で、新婚夫婦となる二人の生い立ちから馴れ初めまでをまとめたスライドショーの上映開始と同時にドラマ本編が始まる。そして終盤で再び披露宴会場に戻り、新婚夫婦を兄弟たちが祝福する流れとなっている。第2夜以降は、兄弟たちがプロポーズの末、結婚した妻も山田家の一員として披露宴に出席している（ただし第4夜での和男と早紀の披露宴は3兄弟夫婦との集合写真のみ）。

## 登場人物

### 山田家
- 山田一郎(30) - 佐藤隆太／幼少期：田口司（第1話主演、3話･4話客演）

山田家の長男で「キッチンヤマダ」のシェフ。長男だからという理由で店を引き継ぐことになり、夜間の料理学校に通いながら、父親の下で2年間の修行を経て、店を継ぐ。
- 山田二郎(27) - 小池徹平／幼少期：大島璃生（第2話主演、4話客演）

山田家の次男で広告代理店「電新堂リサーチ」勤務。釣りが趣味。
- 山田三郎(24) - 中村蒼／幼少期：馬渕誉（第3話主演、4話客演）

山田家の三男でフリーター。グラタンが大好物。甘えん坊でウソが下手。犬が苦手だが、面接で唯一合格したペットショップ「わんだふる」で働く。
- 山田3兄弟の父 - 岩松了

「キッチンヤマダ」の元シェフ。店の味を一郎に伝授した後リタイアし、妻とともにキャンピングカーで世界一周している。息子たちの結婚披露宴には、妻とともに旅先から帰国し民族衣装を着たまま出席し、再び世界一周に戻っている。
- 山田3兄弟の母 - 宮崎美子

引退した夫と共にキャンピングカーで世界一周している。

### 田中家
- 田中和男(28) - 伊藤淳史／幼少期：田口正樹（第4話主演）

3兄弟の従兄弟。インテリアデザイナーとしてデザイン事務所「遊夢空間デザイン」で働いている。

### その他
- 天の声（全話）／カメラマン（第4話） - 森本レオ
- 結婚披露宴の司会者 - 谷岡慎一（フジテレビアナウンサー）

### 第1夜・初めっ子が結婚する方法
- 佐々木（山田）綾(25) - 杏

「キッチンヤマダ」の新人アルバイト。北海道出身で、二人姉妹の長女。高校卒業と同時に上京し、小さな町工場で7年間働いていたが、従業員たちがリストラされていく中でこれ以上工場に迷惑をかけられないと自ら退職する。そして食べることを仕事にしたいと考え、再就職を目指して調理師学校に通い始めるが、両親には反対されている。ヨシノリたちに「破壊王」と呼ばれるほどドジ。義理堅くて真面目なところは父親似。
- 安西源五郎 - 松重豊

「キッチンヤマダ」のシェフ。通称「源さん」。
- 村上良典 - 浅利陽介

「キッチンヤマダ」のホール担当。通称「ヨシノリ」。
- 小嶋鉄平 - 柄本時生

「キッチンヤマダ」のアルバイト。
- 綾の父 - 矢島健一
- 綾の母 - 宮田早苗

綾が洋食屋で働くことに反対し、連れ戻しにくる。
- 学生時代の一郎の彼女 - 田中美晴

彼女と友人との間で、義理堅く調和を大事にした一郎を振り、殴る。
- 喫茶店で別れた一郎の彼女 - 逢澤ミチル

真面目すぎる一郎を振り、別れ際に頭から水をかける。
- 並木道で別れた太郎の彼女 - 藤井ゆきよ

何が理由というわけでもなく一郎を振り、走り去る。
- 男性 - 隈部洋平

注文を間違えられ、一郎に文句を言う。

### 第2夜・間っ子が結婚する方法
- 渡辺（山田）みなみ(24) - 佐々木希

二郎が勤める「電新堂リサーチ」の親会社・「電新堂」のマドンナで、受付嬢をしている。両親と兄の4人家族。
- ユキ - 平岩紙

「電新堂」の受付嬢。
- 山本 - 戸田昌宏

「電新堂リサーチ」の先輩。
- 橋本 - 中村倫也

「電新堂リサーチ」の同僚で、二郎の友人。
- 諸星 - 敦士

「電新堂」の社員で、常務の御曹司。みなみを1週間で落とそうとする。
- 小林部長 - 春海四方

自身の送別会の席で、酔った勢いでみなみたちにセクハラをしたが、二郎が機転を利かせ、みなみたちを救う。
- 「電新堂」社員 - 鹿内大嗣、高橋慶子、中脇樹人
- 「電新堂リサーチ」社員 - 堺功一
- テレビドラマの女性 - 真下有紀

子供に向かって母親は実の親じゃないと告げる。
- テレビドラマの子供 - 岡田廉

女性からひどい仕打ちを受けた上、母親が実の親ではないと告げられ、ショックを受ける。
- 男の子 - 長島暉実

二郎がみなみ・橋本・ユキとダブルデートをした時、二郎に釣りを教えてほしいと頼む。
- ミカ - 藤原令子

友人に告白した二郎を意気地なしだと引っぱたく。
- ミカの友人 - 寺川里奈

二郎の友人が全員ミカに告白したため、みんなの邪魔をしないよう無難な道を選んだ二郎から告白されるも、本当はミカが好きなのではと逆に責めて引っぱたく。
- 喫茶店の女性 - 高橋春留奈

二郎に告白するが、傷つくことを恐れるあまり、気持ちを疑った二郎にドッキリじゃないかと本気にされず、別れ際に頭から水をかける。
- 公園で振った女性 - 恒吉梨絵

二郎に気持ちを試すようなことを言われて、自分もうまくいかないと思っていたと二郎を振る。

### 第3夜・末っ子が結婚する方法
- 伊藤（山田）真央(24) - 本仮屋ユイカ／幼少期：増子恵里花

三郎の幼なじみで商社勤務。会社の研修で1年間アメリカに行くことになる。
- 田島麻子 - 片桐はいり

ペットショップ「わんだふる」のオーナー。体調不良を理由にし、欠勤する三郎を心から心配する。
- 中田アツオ - 竹岡常吉

下川高校時代の同級生。サラリーマンだったが、大学時代の先輩に誘われ、ネット通販の会社「God Help Net」を立ち上げ、代表取締役社長となる。
- 三郎の同級生 - 岩澤晶範

やりたい仕事があったが、長男であるため仕方なく家業を継ぐ。
- ミキ - 岡野絵里
- アキ - 小林優美

真央の友人。三郎とは下川高校時代の同級生。
- 梨乃 - 今井りか

雑誌のモデル。学生時代から美人で、男子の人気を集める。下川高校時代の同級生だった三郎と遊んでいたが、彼氏に行動を怪しまれ別れる。
- シローの飼い主 - 田村愛

夫婦共稼ぎでシローを昼間散歩に連れて行けず、代わりに世話をする三郎に感謝を伝える。
- ミミの飼い主 - 南波有沙

ミミの毛の手入れについて三郎に苦情を訴える。体調不良を理由に何日も三郎が欠勤するきっかけとなる。
- 面接を受けた元業界第1位の会社の面接官 - 矢柴俊博

この1年、会社について勉強してきたという三郎に、去年業界1位の座を奪われたことを告げる。
- 面接を受けた外資系企業の社長 - Riccardo B.

英語混じりの日本語で答える三郎に、面接はすべて英語でという条件だと告げる。
- 面接を受けた中小企業の社長 - 杉浦理史

一発芸で麒麟の川島明のものまねを披露した三郎にガッカリする。
- ウェイター - CR岡本物語
- コンビニの店長 - 大竹浩一

無断欠勤や遅刻を繰り返す三郎をクビにする。
- 同級生 - 岩清水華衣

パーマにした髪型をアンモナイトみたいだと三郎に言われ、引っぱたく。
- 喫茶店の女性 - 帆足友紀

来る途中で落としたと嘘をついた三郎の携帯電話をその場で鳴らし、引っぱたく。
- 三郎とデートしている女性 - 来摩綾乃

いつも世界の中心に自分を考えてばかりの三郎に愛想を尽かし、帰ってしまう。

### 第4夜・一人っ子が結婚する方法
- 鈴木早紀(26) - ベッキー

和男が勤めるデザイン事務所「遊夢空間デザイン」に入ってきた派遣社員。6人兄弟の長女で、共働きの両親に代わって、結婚して家を出た兄を除く、4人の弟妹たちの面倒を見ている。
- 秋山 - 正名僕蔵

「遊夢空間デザイン」の上司。
- 定食屋の店員 - ト字たかお
- ドーナツ大食い大会の審判 - おかやまはじめ
- ドーナツ大食い大会の出場者 - 鈴木昌平

ドーナツを64個食べて優勝するが、会場にいた全員が和男の早紀へのプロポーズに注目していたため、見向きもされなかった。
- 鈴木太 - 小杉茂一郎

早紀の1番目の弟。毎年恒例のドーナツ大食い大会に参加するために特訓に励む。
- 鈴木将 - 内田流果

早紀の2番目の弟。
- 鈴木敬 - 加藤翼

早紀の3番目の弟。
- 鈴木静香 - 谷花音

早紀の妹。小学生。
- 和男 - 伊藤竜翼

早紀の友人。
- 青山の店のオーナー - 加瀬尊朗
- レセプションパーティーのスタッフ - 小野克好
- 恐喝グループのリーダー - 後藤健

仲間たちとサラリーマンを恐喝するが、居合わせた早紀に投げ飛ばされる。
- 恐喝グループの仲間 - 山内秀一、徳大樹
- 恐喝されたサラリーマン - 水野智則
- 鈴木家の向かいのおばさん - 吉村玉緒

鈴木家を訪ねた和男に早紀たちがドーナツ大食い大会に出かけたことを伝える。
- 定食屋の客 - 中島けんこう
- 小学生時代の同級生 - 豊田留妃、石井香帆

和男が何を考えているのか分からないと評する。
- 道子 - 松尾寧夏

和男の下駄箱にラブレターを入れるが、それを読んだ和男が待ち合わせ場所に行かずに帰ってしまったため、上履きを投げつける。
- 合コンの男性 - 渡辺邦斗

おまかせコースを注文しようとするが、一人だけイタリアントマト鍋を注文した和男に呆れる。
- 公園で待ち合わせした女性 - 平田薫

一人で映画を見たい和男に、好きな映画を見ておいでと告げられ、缶コーヒーを投げつける。

## スタッフ
- 脚本：衛藤凛
- 音楽：スワベック・コバレフスキ、諸橋邦行、神津裕之
- 主題歌：FUNKY MONKEY BABYS 「告白」（ドリーミュージック）
- 美術デザイン：荒川淳彦
- プロデュース：若松央樹
- 演出：鈴木雅之、並木道子、佐々木詳太
- 制作：フジテレビドラマ制作センター

## 放送リスト
| 各話                                                       | 放送日        | サブタイトル           | 演出       | 視聴率 |
| ---------------------------------------------------------- | ------------- | ---------------------- | ---------- | ------ |
| 第1夜                                                      | 2011年2月21日 | 初めっ子が結婚する方法 | 鈴木雅之   | 8.2%   |
| 第2夜                                                      | 2月22日       | 間っ子が結婚する方法   | 並木道子   | 7.8%   |
| 第3夜                                                      | 2月23日       | 末っ子が結婚する方法   | 佐々木詳太 | 9.1%   |
| 第4夜                                                      | 2月24日       | 一人っ子が結婚する方法 | 鈴木雅之   | 7.5%   |
| 平均視聴率 8.15%（視聴率は関東地区・ビデオリサーチ社調べ） |               |                        |            |        |

## ネット局
| 放送対象地域  | 放送局                   | 系列                          | 放送日と時間 (JST)                          | 備考        |
| ------------- | ------------------------ | ----------------------------- | ------------------------------------------- | ----------- |
| 関東広域圏    | フジテレビ (CX)          | フジテレビ系列                | 2011年2月21日 - 2月24日 23時00分 - 23時45分 | 制作局      |
| 北海道        | 北海道文化放送 (UHB)     | フジテレビ系列                | 2011年2月21日 - 2月24日 23時00分 - 23時45分 | 同時ネット  |
| 岩手県        | 岩手めんこいテレビ (MIT) | フジテレビ系列                | 2011年2月21日 - 2月24日 23時00分 - 23時45分 | 同時ネット  |
| 宮城県        | 仙台放送 (OX)            | フジテレビ系列                | 2011年2月21日 - 2月24日 23時00分 - 23時45分 | 同時ネット  |
| 秋田県        | 秋田テレビ (AKT)         | フジテレビ系列                | 2011年2月21日 - 2月24日 23時00分 - 23時45分 | 同時ネット  |
| 山形県        | さくらんぼテレビ (SAY)   | フジテレビ系列                | 2011年2月21日 - 2月24日 23時00分 - 23時45分 | 同時ネット  |
| 福島県        | 福島テレビ (FTV)         | フジテレビ系列                | 2011年2月21日 - 2月24日 23時00分 - 23時45分 | 同時ネット  |
| 新潟県        | 新潟総合テレビ (NST)     | フジテレビ系列                | 2011年2月21日 - 2月24日 23時00分 - 23時45分 | 同時ネット  |
| 長野県        | 長野放送 (NBS)           | フジテレビ系列                | 2011年2月21日 - 2月24日 23時00分 - 23時45分 | 同時ネット  |
| 静岡県        | テレビ静岡 (SUT)         | フジテレビ系列                | 2011年2月21日 - 2月24日 23時00分 - 23時45分 | 同時ネット  |
| 富山県        | 富山テレビ (BBT)         | フジテレビ系列                | 2011年2月21日 - 2月24日 23時00分 - 23時45分 | 同時ネット  |
| 石川県        | 石川テレビ (ITC)         | フジテレビ系列                | 2011年2月21日 - 2月24日 23時00分 - 23時45分 | 同時ネット  |
| 福井県        | 福井テレビ (FTB)         | フジテレビ系列                | 2011年2月21日 - 2月24日 23時00分 - 23時45分 | 同時ネット  |
| 中京広域圏    | 東海テレビ (THK)         | フジテレビ系列                | 2011年2月21日 - 2月24日 23時00分 - 23時45分 | 同時ネット  |
| 近畿広域圏    | 関西テレビ (KTV)         | フジテレビ系列                | 2011年2月21日 - 2月24日 23時00分 - 23時45分 | 同時ネット  |
| 島根県 鳥取県 | 山陰中央テレビ (TSK)     | フジテレビ系列                | 2011年2月21日 - 2月24日 23時00分 - 23時45分 | 同時ネット  |
| 岡山県 香川県 | 岡山放送 (OHK)           | フジテレビ系列                | 2011年2月21日 - 2月24日 23時00分 - 23時45分 | 同時ネット  |
| 広島県        | テレビ新広島 (TSS)       | フジテレビ系列                | 2011年2月21日 - 2月24日 23時00分 - 23時45分 | 同時ネット  |
| 愛媛県        | テレビ愛媛 (EBC)         | フジテレビ系列                | 2011年2月21日 - 2月24日 23時00分 - 23時45分 | 同時ネット  |
| 高知県        | 高知さんさんテレビ (KSS) | フジテレビ系列                | 2011年2月21日 - 2月24日 23時00分 - 23時45分 | 同時ネット  |
| 福岡県        | テレビ西日本 (TNC)       | フジテレビ系列                | 2011年2月21日 - 2月24日 23時00分 - 23時45分 | 同時ネット  |
| 佐賀県        | サガテレビ (STS)         | フジテレビ系列                | 2011年2月21日 - 2月24日 23時00分 - 23時45分 | 同時ネット  |
| 長崎県        | テレビ長崎 (KTN)         | フジテレビ系列                | 2011年2月21日 - 2月24日 23時00分 - 23時45分 | 同時ネット  |
| 熊本県        | テレビくまもと (TKU)     | フジテレビ系列                | 2011年2月21日 - 2月24日 23時00分 - 23時45分 | 同時ネット  |
| 鹿児島県      | 鹿児島テレビ (KTS)       | フジテレビ系列                | 2011年2月21日 - 2月24日 23時00分 - 23時45分 | 同時ネット  |
| 沖縄県        | 沖縄テレビ (OTV)         | フジテレビ系列                | 2011年2月21日 - 2月24日 23時00分 - 23時45分 | 同時ネット  |
| 大分県        | テレビ大分 (TOS)         | フジテレビ系列 日本テレビ系列 | 2011年3月5日 25時10分 - 28時00分            | 4話連続放送 |